# Route nationale 196c
Die Route nationale 196C, kurz N 196C oder RN 196C, ist eine französische Nationalstraße, die 1836 in Bonifacio festgelegt wurde. Sie band den Hafen an die N196 – und somit an das Nationalstraßennetz auf Korsika an. Sie wurde 1973 zu einer Kommunalstraße abgestuft.